# Список підводних човнів Польщі
Список підводних човнів Польщі — перелік підводних човнів Військово-морських сил Польщі, які перебували на озброєнні. Загалом 25 підводних човнів дев'яти типів служили у Військово-морських силах Польщі від їх заснування до сьогоднішнього дня. Першим польським підводним човном був «Вілк», замовлений у Франції та прийнятий на озброєння 31 жовтня 1931 року. На початку Другої світової війни ВМС Польщі мали три застарілі човни французької побудови та дві сучасні одиниці, побудовані в Нідерландах. Під час Польської кампанії їх не було використано за призначенням; три кораблі були інтерновані у Швеції, а два — «Ожел» і «Вілк» потрапили до Великої Британії, де увійшли до лав британського Королівського флоту і продовжили бойові дії в його складі. Під час війни флот орендував у Британії ще три підводні човни. Всього внаслідок бойових дій польський підводний флот втратив два човни.
Після Другої світової війни інтерновані кораблі та «Вілк» повернулися в країну, а підводний флот складався з кораблів, побудованих у Радянському Союзі. За станом на 2025 рік у складі ВМС Польщі перебуває на озброєнні один підводний човен: «Ожел».

## Список підводних човнів Польщі

### Підводні човни до 1945 року
| Тип                         | Зображення | Роки побудови | Роки експлуатації | Кількість кораблів типу | ПЧ                     | Прим. |
| --------------------------- | ---------- | ------------- | ----------------- | ----------------------- | ---------------------- | ----- |
| Підводні човни до 1945 року |            |               |                   |                         |                        |       |
| типу «Вілк»                 |            | 1929 — 1931   | 1931 — 1955       | 3                       | «Вілк», «Рись», «Жбік» |       |
| типу «Ожел»                 |            | 1936 — 1939   | 1939 — 1969       | 2                       | «Ожел», «Семп»         |       |

#### Іноземні підводні човни (1939—1945)
| Тип                                | Зображення | Роки побудови | Роки експлуатації | Кількість кораблів типу | ПЧ              | Прим.                                       |
| ---------------------------------- | ---------- | ------------- | ----------------- | ----------------------- | --------------- | ------------------------------------------- |
| Позичені союзниками підводні човни |            |               |                   |                         |                 |                                             |
| типу «U»                           |            | 1939 — 1942   | 1941 — 1946       | 2                       | «Сокіл», «Джік» | позичений Королівським ВМФ Великої Британії |
| типу «S»                           |            | 1922 — 1941   | 1941 — 1942       | 1                       | «Ястраб»        | позичений ВМС США                           |

### Підводні човни 1945—1989 років
| Тип                            | Зображення | Роки побудови | Роки експлуатації | Кількість кораблів типу | ПЧ                                                           | Прим. |
| ------------------------------ | ---------- | ------------- | ----------------- | ----------------------- | ------------------------------------------------------------ | ----- |
| Підводні човни 1945—1989 років |            |               |                   |                         |                                                              |       |
| типу «Малютка»                 |            | 1950 — 1955   | 1954 — 1966       | 6                       | «Кашуб», «Мазур», «Краков'як», «Шльонзак», «Куяв'як», «Курп» |       |
| проєкту 613                    |            | 1954 — 1955   | 1962 — 1988       | 4                       | «Ожел», «Біелік», «Сокіл», «Кондор»                          |       |
| проєкту 641                    |            | 1963 — 1966   | 1987 — 2003       | 2                       | «Вілк», «Джік»                                               |       |

### Підводні човни після 1989 року
| Тип                            | Зображення | Роки побудови | Роки експлуатації | Кількість кораблів типу | ПЧ                                 | Прим. |
| ------------------------------ | ---------- | ------------- | ----------------- | ----------------------- | ---------------------------------- | ----- |
| Підводні човни після 1989 року |            |               |                   |                         |                                    |       |
| проєкту 877 «Палтус»           |            | 1984 — 1986   | 1986 — по т.ч.    | 1                       | «Ожел»                             |       |
| типу «Коббен»                  |            | 1963 — 1966   | 2002 — 2021       | 4                       | «Сеп», «Біелік», «Сокіл», «Кондор» |       |

Позначення: